# Trận Harpers Ferry
Trận Harpers Ferry là một trận đánh trong chiến dịch xâm chiếm Maryland của quân Liên minh miền Nam thời Nội chiến Hoa Kỳ. Trong các ngày 12 - 15 tháng 9 năm 1862, một phần đội quân thuộc binh đoàn Bắc Virginia của đại tướng miền Nam Robert E. Lee dưới quyền chỉ huy của thiếu tướng Thomas J. "Stonewall" Jackson đã bao vây, pháo kích và chiếm được đồn của quân Liên bang miền Bắc tại Harpers Ferry, Virginia (nay thuộc Tây Virginia). Đây là một chiến thắng lớn với thiệt hại tương đối nhỏ của miền Nam.
Khi Binh đoàn Bắc Virginia của Lee tiến xuống Thung lũng Shenandoah để tiến vào Maryland, ông đã lên kế hoạch đánh chiếm đồn binh và kho vũ khí tại Harpers Ferry, không chỉ để chiếm số súng trường và đạn được ở đây, mà còn nhằm bảo đảm cho tuyến đường tiếp tế của ông với Virginia. Mặc dù đang bị Binh đoàn Potomac của thiếu tướng George B. McClellan - có số lượng áp đảo ông gấp hai lần - truy đuổi với một tốc độ thong thả, Lee đã lựa chọn một chiến lược mạo hiểm là chia nhỏ đội quân của mình và phái một bộ phận tiến về tấn công Harpers Ferry từ ba hướng. Đại tá Dixon S. Miles, chỉ huy quân miền Bắc tại Harpers Ferry, kiên quyết giữ phần lớn lực lượng ở gần thị trấn thay vì chiếm giữ các vị trí cao điểm xung quanh. Tuyến phòng thủ mỏng yếu của vị trí quan trọng nhất, cao điểm Maryland Heights, đụng độ với quân miền Nam đầu tiên vào ngày 12 tháng 9, nhưng chỉ có một cuộc giao tranh nhỏ ngắn ngủi diễn ra sau đó. Những đòn tấn công mạnh mẽ của hai lữ đoàn miền Nam trong ngày 13 đã đẩy quân miền Bắc ra khỏi cao điểm này.
Trong khi chiến sự diễn ra tại Maryland Heights, một đội hình khác của miền Nam đã tới nơi và phải ngạc nhiên khi thấy rằng các vị trí trong yếu ở phía tây và phía nam của thị trấn đều không được bảo vệ. Jackson đã sắp đặt một cách có phương pháp lực lượng pháo binh của mình quanh Harpers Ferry và ra lệnh cho thiếu tướng A.P. Hill tiến xuống bờ tây sông Shenandoah để chuẩn bị cho một đòn bọc sườn vào bên trái quân miền Bắc sáng hôm sau. Đến sáng ngày 15 tháng 9, Jackson đã đặt gần 50 khẩu đại bác trên các cao điểm Maryland Heights và Loudoun Heights. Ông bắt đầu một loạt pháo kích dữ dội từ mọi phía và lệnh cho bộ binh tấn công. Miles nhận ra rằng tình thế đã trở nên vô vọng và đồng ý với các cấp dưới cho treo cờ trắng đầu hàng. Nhưng trước khi kịp làm điều đó, ông đã bị một viên đạn pháo bắn trọng thương và chết ngày hôm sau. Sau khi tiếp nhận hơn 12.000 tù binh miền Bắc, quân của Jackson tức tốc tiến về Sharpsburg, Maryland, để hợp sức với tướng Robert E. Lee đánh trận Antietam.